# East Air
East Air (рус. Авиакомпания «Ист Эйр») — авиаперевозчик Таджикистана, штаб-квартира в Душанбе.

## История
Авиакомпания «Ист Эйр» была создана в сентябре 2007 года.
В 2013 году East Air выступила спонсором футбольных сборных Таджикистана и Индии. Их встреча проходила в Худжанде. East Air осуществила перевозку футболистов Таджикистана из Душанбе в Худжанд и обратно.
К августу 2013 года авиакомпания перевезла 100 000 пассажиров.
В ноябре 2013 года East Air запустила на своём сайте систему онлайн бронирования авиабилетов.
В декабре 2013 года компания объявляет о начале своего сотрудничества с Travelport - ведущей компанией по оказанию услуг в области продаж и электронной торговли в сфере общемировой индустрии туризма.
В конце 2013 года авиакомпания East Air присоединилась к Многостороннему соглашению о формировании трансферных связей и применении сквозных тарифов для перевозок через аэропорт Кольцово (Екатеринбург) и к аналогичным соглашениям через аэропорты Толмачёво (Новосибирск) и Домодедово (Москва).
В феврале 2014 года авиакомпания East Air осуществила перевозку детей, нуждающихся в сложных операциях, из Таджикистана в Германию и обратно. Рейсы дважды в год выполняются по заказу Международной Деревни Мира. 
В марте 2014 года состоялся выпуск первого номера единственного на данный момент действующего среди авиакомпаний Таджикистана бортового журнала.
Весной 2014 года авиакомпания поменяла строгий чёрно-серый цвет униформы бортпроводников на бирюзовый. Оригинальный цвет призван не только дополнить яркий образ Ист Эйр, но и создать доброжелательную  атмосферу в салоне самолёта.
9 апреля авиакомпания Ист Эйр открыла новый рейс по направлению Курган-Тюбе — Челябинск — Курган-Тюбе. Полёты осуществляются еженедельно по средам. Также авиакомпания возобновила с 6 апреля полёты из Курган-Тюбе в Оренбург.
В апреле 2014 года Ист Эйр  была добавлена к списку разрешённых перевозчиков для продажи электронного билета НСАВ-ТКП (Наблюдательный Совет авиапредприятий по взаиморасчётам - Транспортная Клиринговая Компания) в GDS (Глобальная дистрибьюторская система) Galileo.
В конце апреля авиакомпания Ист Эйр в преддверии открытия рейса Худжанд — Шарджа объявила о вступлении в систему взаиморасчётов IATA BSP (Billing & Settlement Plan) в Объединённых Арабских Эмиратах. Это первое вступление авиакомпании в систему BSP.

## Направления рейсов
Авиакомпания осуществляет перевозки из Куляба и Курган-Тюбе в Москву, Новосибирск, Екатеринбург, Санкт-Петербург, Оренбург, Челябинск, Казань.

## Флот[9]
| Самолёт     | Количество | Число мест | Примечания |
| ----------- | ---------- | ---------- | ---------- |
| Airbus A320 | 3          | 180Y       |            |
| Боинг 737   | 2          | 120—170Y   |            |